# Hugo Höstrup

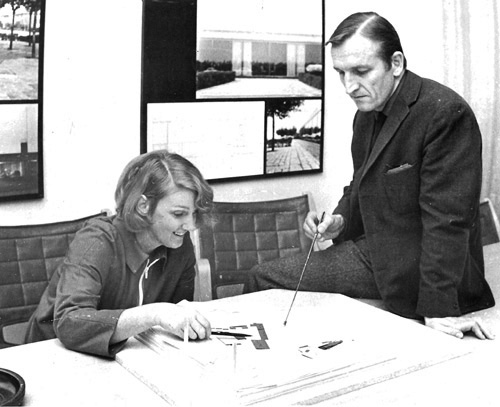
Lisa och Hugo Höstrup 1969

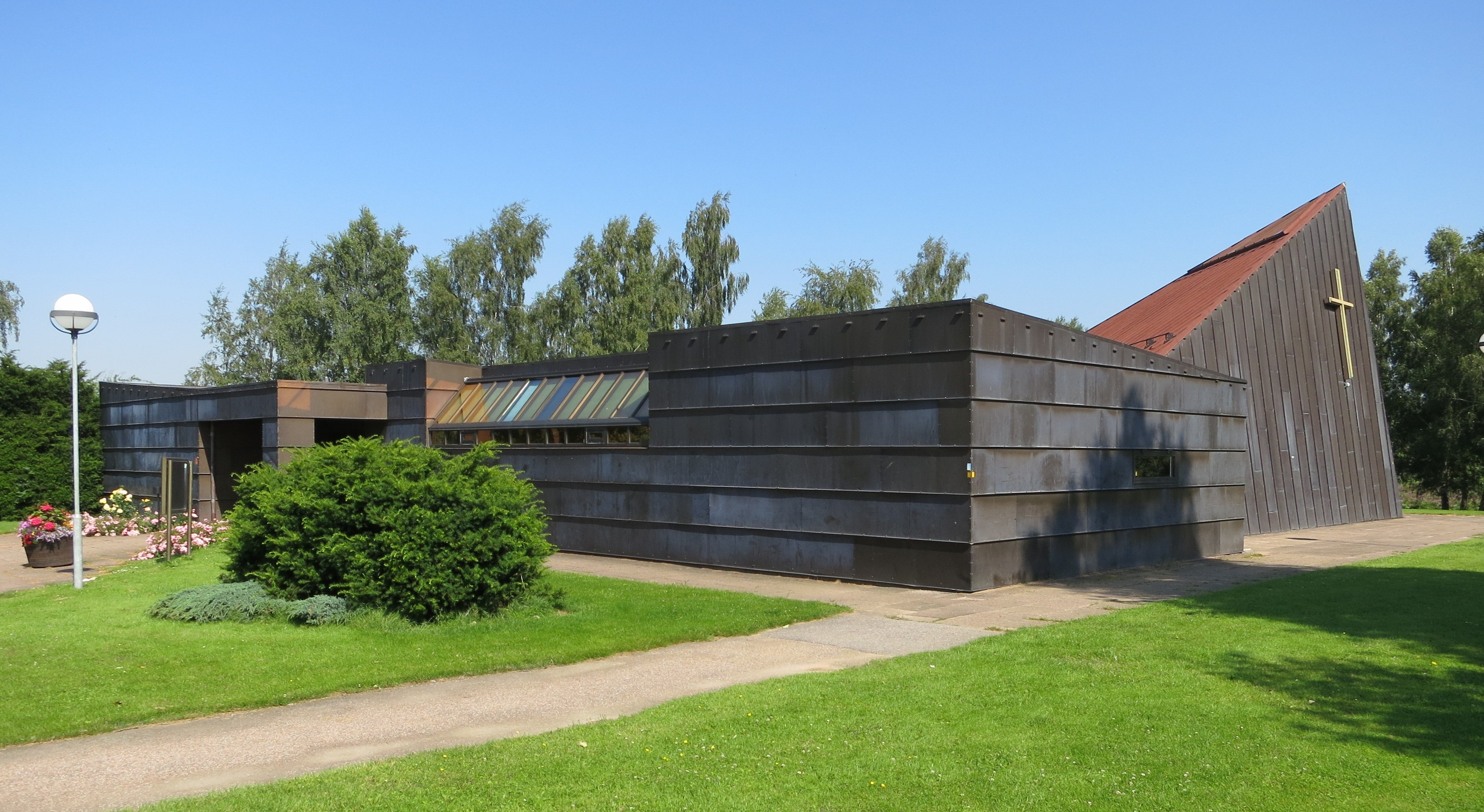
Vallås kyrka i Halmstad

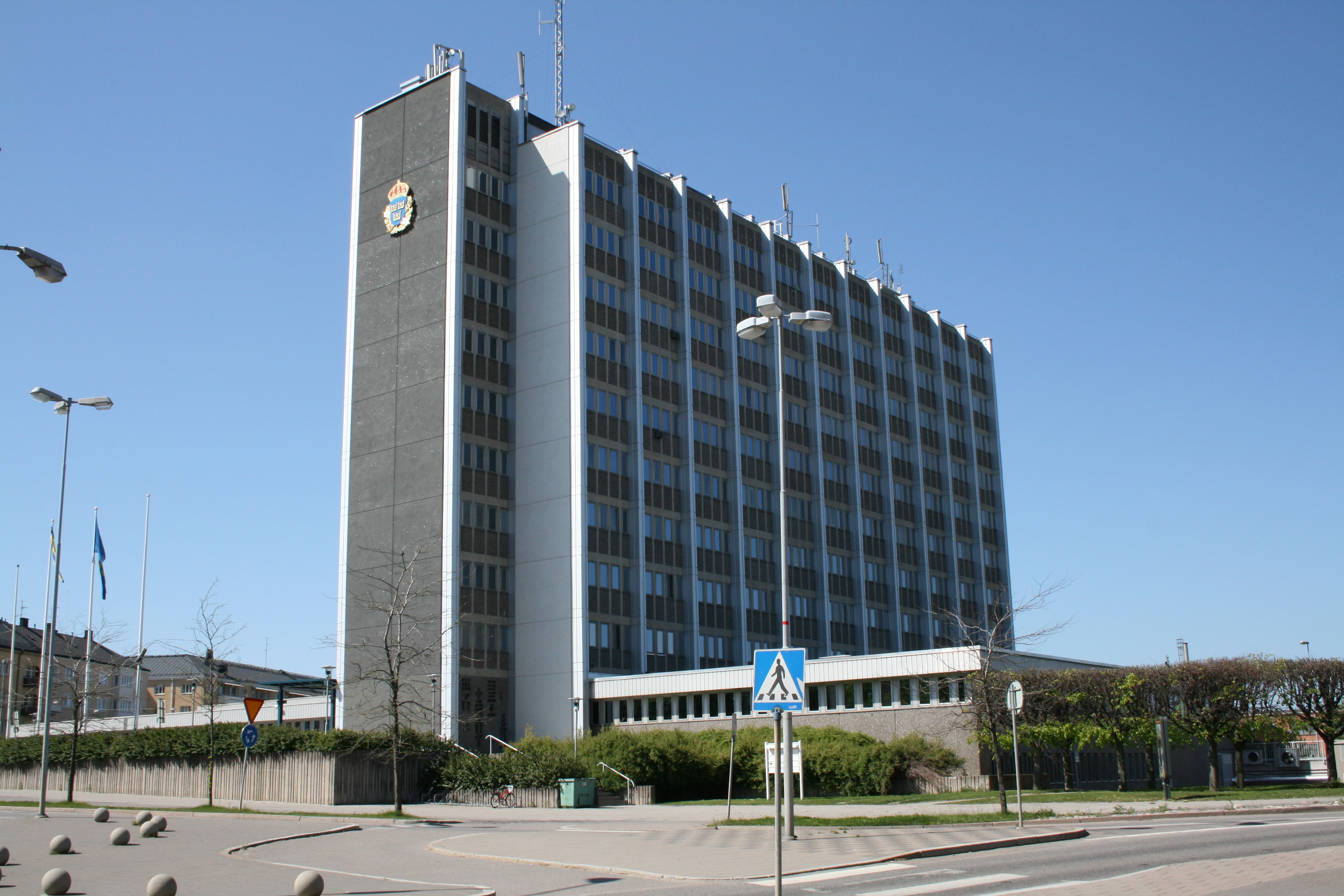
Polishuset i Norrköping

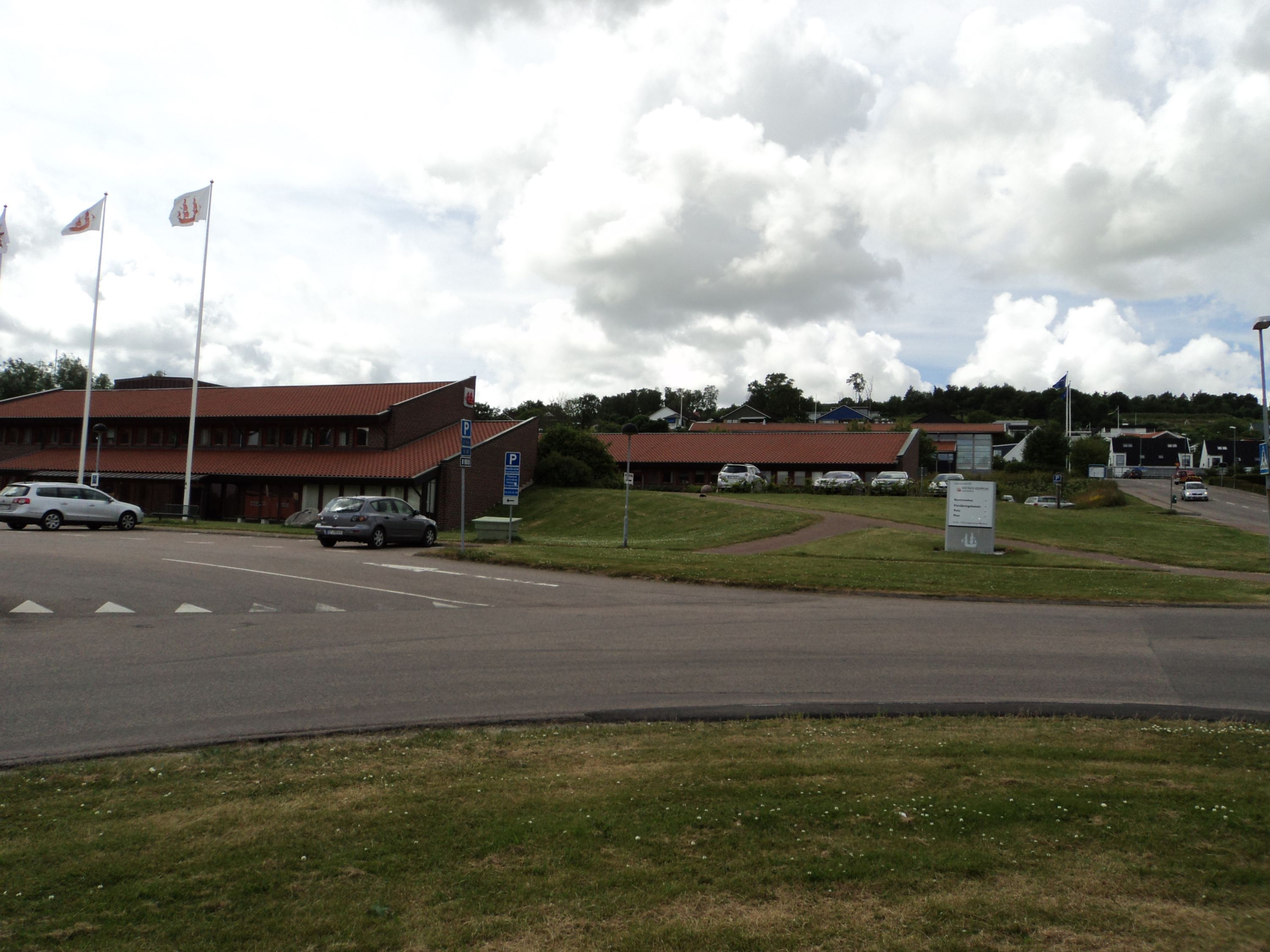
Kommunhuset i Båstad

Hugo Höstrup, född 30 maj 1928 i Randers, död 30 oktober 2004, var en dansk-svensk arkitekt.
Hugo Höstrup var son till köpmannen Johannes Höstrup och Ellen Møller. Han gifte sig 1954 med Lise Roel och arbetade som arkitekt i ett team som paret Höstrup med henne. 
Hugo Höstrup tog arkitektexamen 1954 på Konstakademin i Köpenhamn. Efter praktik i Rom tillsammans med sin maka, samt en tids delägarskap tillsammans med Gösta Fredblad i Halmstad från 1957, etablerade de 1960 ett eget kontor i Halmstad. Detta var verksamt fram till 1981, då paret flyttade till södra Frankrike. 
Hugo och Lise Höstrup ritade i första hand offentliga byggnader som skolor, kyrkor, polishus och servicehus. De vann ett tjugotal arkitekttävlingar. Deras verk har utställts på Charlottenborg och Louisiana i Danmark samt på Arkitekturmuseet i Stockholm. Paret Höstrup arbetade med, och var nära vänner med, möbeldesign- och arkitektparet Poul (1929–1980) och Hanne Kjærholm (1930–2009).

## Verk i urval
- Polishuset i Halmstad, 1960
- Posthuset i Halmstad, 1960
- Malcus kontorshus, Halmstad, 1961
- Polishuset i Norrköping, 1965
- Polishuset i Borås, 1965
- Hallandia hotel, Halmstad, 1968
- Sannarpsgymnasiet, Halmstad, 1969
- Vallås kyrka, Halmstad, 1974
- Polishuset i Kalmar, 1965
- Kommunhus i Båstad, 1979
- Kattegatts yrkesgymnasium, Halmstad, 1981